# A sud niente di nuovo
A sud niente di nuovo è un film del 1956 diretto da Giorgio Simonelli.

## Trama
Durante una rivista musicale succedono alcuni fatti strani, tra una ballerina ed un'attrice della compagnia teatrale. Un ragazzo, tale Dick, innamorato della ballerina, segue la ragazza nella sua nelle tournée, e fa di tutto per entrare a far parte nella compagnia. La ballerina, che non è innamorata di Dick, cerca di dissuaderlo. Giunge il comm. Bianchi, padre di Dick, raggiunge il teatro ma per errore scambia Jane (la ballerina) con Fulvia (un'attrice della compagnia). Fulvia commette anch'essa un errore. Scambia il comm. Bianchi per il padre di un suo spasimante siciliano. Lentamente, nel finale del film si chiariscono tutti gli equivoci.